# على حافة الغابة
على حافة الغابة(بالإنجليزية: An Edge of the Forest) هي رواية صدرت سنة 1959 للكاتبة الأمريكية أغنيس كليفورد سميث 1906–1994، ونشرت أول مرة عن طريق دار النشر فايكنغ بريس. حصلت الرواية سنة 1961 على جائزة أوريان التي تمنحها جمعية المكتبات الأمريكية، ونالت أيضًا عدة جوائز أخرى.

## ملخص القصة والأسلوب
يصف الكتاب دخول حمل إلى الغابة بعد انفصاله عن قطيعه، وفي الغابة تنشأ صداقته مع أنثى الفهد، ويبدأ نقاؤه في التأثير على مختلف حيوانات الغابة. في النهاية يلتقي الحمل براعيه من جديد.
أهدت المؤلفة الكتاب إلى القديسين والفلاسفة والفنانين.
يصف النقاد العمل بأنه رمزية أدبية، وفنتازيا متقنة بأسلوب شعري يستحضر في فصوله حكايات الحيوانات في العصور الوسطى، ورؤية النبي إشعيا لزمن يسكن فيه الذئب مع الحمل، ومثل الراعي الصالح.

## الاستقبال النقدي
رأى النقاد أن الرواية من الأعمال الفريدة التي تظل حاضرة في الذاكرة طوال العمر، ويمكن للقراء الاستمتاع بها في مختلف المراحل العمرية، وعدّوها عملًا بالغ القيمة لا يجوز إهماله.وانتقد بعضهم الرواية بسبب أسلوبها الذي يتسم بالغموض.

## الجوائز
جائزة كتاب الأطفال من صحيفة نيويورك هيرالد تريبيون
جائزة أوريان سنة 1961 من جمعية المكتبات الأمريكية
جائزة لويس كارول على رف الكتب سنة 1966 من مؤتمر كتب ولاية ويسكونسن